# BRK Ambiental
A BRK Ambiental é uma das primeiras empresas brasileiras privadas de saneamento básico e foi criada em janeiro de 2008 para prestar serviços nos segmentos de água e esgoto, utilities e resíduos. A BRK Ambiental atua por meio de parcerias com empresas públicas e privadas e municípios e estados.
Como sociedade anônima de capital fechado, a empresa integrava a Organização Odebrecht (atual Novonor) que, em outubro de 2016, vendeu sua participação na subsidiária para o grupo Brookfield. Hoje, a empresa possui capital social composto exclusivamente de ações ordinárias, com 70%  Brookfield e 30% do Fundo de Investimento do Fundo de Garantia do Tempo de Serviço (FI-FGTS). Até 2017, a empresa se chamava Odebrecht Ambiental, e passou a se chamar BRK Ambiental após a conclusão da aquisição da Odebrecht Ambiental pela canadense Brookfield, por R$ 2,9 bilhões. 
A empresa tem hoje cerca de 6 mil funcionários e atua em mais de 100 municípios, onde atende cerca de 16 milhões de pessoas.
A BRK Ambiental tem como presidente o administrador Alexandre Honore Marie Thiollier Neto, que assumiu o comando da empresa em maio de 2023.  

## Setores
A empresa atua no segmento de água e esgoto e desenvolve tecnologias para atender as demandas de seus clientes de forma sustentável.
Água e esgoto
No segmento de água e esgoto, a BRK Ambiental é uma das maiores prestadoras privadas de serviços do Brasil, atendendo a cerca de 16 milhões de pessoas em mais de 100 municípios. Nesse segmento, a empresa complementa investimentos públicos para universalização dos serviços de abastecimento de água e tratamento de esgoto em parceria com companhias públicas e privadas e administrações estaduais e municipais.
A empresa atua em municípios de 13 estados (Alagoas, Bahia, Espírito Santo, Goiás, Maranhão, Minas Gerais, Pará, Pernambuco, Rio de Janeiro, Rio Grande do Sul, Santa Catarina, São Paulo e Tocantins).

## Histórico

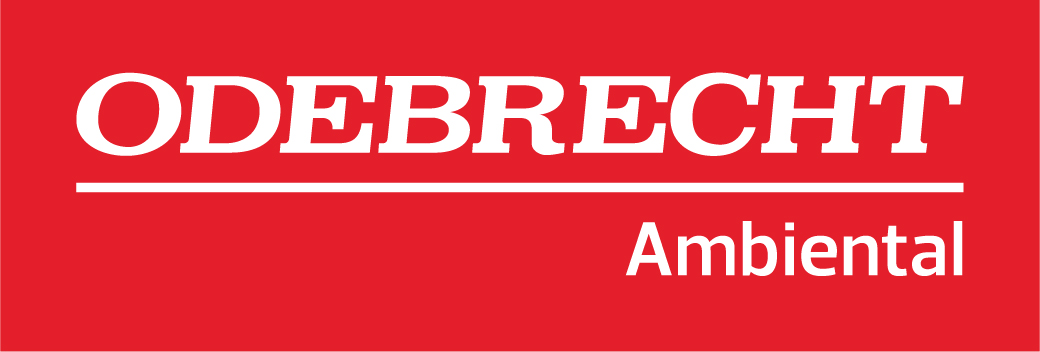
Logo da Odebrecht Ambiental de 2008 até 2017, antes de ser vendida para Brookfield e se tornar BRK Ambiental.

### 2008
É criada a Odebrecht Ambiental por meio de spin-off do segmento ambiental da Organização Odebrecht (atual Novonor). A nova empresa assume as unidades de Limeira (SP), Rio Claro (SP), Rio das Ostras (RJ), Campinas (SP), Jaguaribe (BA), Lumina (BA), além da Unidade de Valorização de Resíduos da Construção Civil (UVR) em Grajaú (SP). A nova empresa também incorpora as unidades de Cachoeiro de Itapemirim (ES) e Mauá (SP).

### 2009
Entrada do Fundo de Investimento do Fundo de Garantia do Tempo de Serviço (FI-FGTS) como sócio e início das atividades do segmento utilities, com a central de utilidades para VSB (MG). Início do projeto Aquapolo (SP), fruto de parceria entre a Sabesp e a Odebrecht Ambiental para tratar a água de esgoto e abastecer o Polo Petroquímico do ABC Paulista, constituído por 12 empresas. Trata-se da primeira operação do tipo no País e quinta maior do mundo.

### 2010
Conquista das operações de Blumenau (SC), Mairinque (SP), Santa Gertrudes (SP) e incorporação dos projetos da ThyssenKrupp Companhia Siderúrgica do Atlântico e Klabin no portfólio de utilities. Conquista de clientes como a Petrobras, no segmento de resíduos.

### 2011
Concessão de serviços de água e esgoto em Porto Ferreira (SP) e Uruguaiana (RS), além da entrada no bloco privado da SANEATINS (TO). Em utilities, início das operações da central de utilidades da VSB e estudos para o desenvolvimento de sistemas de produção e fornecimento de água industrial para o Comperj.

### 2012
Início das operações de Área de Planejamento 5 (AP-5), que compreende 21 bairros da Zona Oeste do Rio de Janeiro e Aquapolo (SP), além da conquista da concessão da primeira cidade no Pará e da PPP em Macaé (RJ). Nesse ano, há também a inclusão da Cetrel e Distribuidora de Águas Camaçari no portfólio de utilities e a conquista do contrato de total waste management (gerenciamento total de resíduos), com a Vale S.A., no portfólio de resíduos.

### 2013
Mobilização e início da operação na Região Metropolitana do Recife (PE); conquista e mobilização do contrato ,subdelegação para prestação de serviços de esgotamento sanitário em Goiás e do contrato para a ampliação do sistema produtor de Rio Manso (MG). Reestruturação societária dos ativos industriais na Odebrecht utilities ─ que em 2013 aumentou em 40% o volume de efluentes tratados ─ com a capitalização de 17,2% de participação pela Fundação dos Economiários Federais (Funcef) e incorporação da Distribuidora de Águas Triunfo no portfólio. Capitalização na Odebrecht Ambiental, com o aumento de participação societária do sócio FI-FGTS de 26,5% para 30%.

### 2014
Conquista das operações de Sumaré (SP) e Maranhão, incorporação das concessões de quatro cidades no Pará pela Odebrecht Ambiental Araguaia Saneamento, representante da companhia no estado, além da conquista de novos contratos.

### 2016
A Brookfield Asset Management compra 100% da participação da Odebrecht Ambiental, por R$ 2,8 bilhões, desta forma  a composição acionária da empresa passa a ser de 70% para a Brookfield e 30% para o FI-FGTS.

### 2017
A Brookfield conclui a compra da Odebrecht Ambiental, assume a operação e troca a marca da empresa para BRK Ambiental.

### 2019
Início da operação em Caçador (SC).

### 2020
Em 30 de setembro, venceu o leilão de saneamento do Estado de Alagoas com uma oferta de R$ 2 bilhões pela concessão de água e esgoto de 13 cidades da Regional Metropolitana de Maceió. Além da outorga, o grupo terá que fazer R$ 2,6 bilhões de investimentos nas cidades, sendo R$ 2 bilhões já nos oito primeiros anos. O objetivo é universalizar os serviços de abastecimento de água em um prazo de seis anos e os de esgotamento sanitário em 16 anos.